# Atletica leggera ai Giochi della XVI Olimpiade - 3000 metri siepi

Video della Finale (immagini in B/N)

La competizione dei 3000 metri siepi di atletica leggera ai Giochi della XVI Olimpiade si è disputata nei giorni 27 e 29 novembre 1956 al Melbourne Cricket Ground.

## L'eccellenza mondiale
| Campione olimpico 1952   | 8'45"4      | Horace Ashenfelter | Presente |
| Camp. europeo 1954       | 8'49"6      | Sándor Rozsnyói    | Presente |
| Primatista mondiale      | 8'35"6 1956 | Sándor Rozsnyói    | Presente |
| Vincitore dei Trials USA | 9'00"3      | Philip Coleman     | Presente |

## La gara
Nelle batterie vanno fuori i due americani: Philip Coleman e Horace Ashenfelter (campione in carica).

Il favorito per il titolo è Sándor Rozsnyói, ungherese, primatista mondiale e campione europeo. Gli manca l'oro olimpico per entrare nella gloria.

Ma quel giorno il suo destino si scontra con quello del britannico Brasher che è in giornata di grazia. Terza scelta della sua nazione, non solo sta davanti ai suoi compagni, ma conduce la gara e va a vincere col nuovo record olimpico.

## Risultati

### Turni eliminatori
| 2 Batterie | 27 novembre | 12 + 11        | Si qualificano i primi 5. |
| Finale     | 29 novembre | 10 concorrenti |                           |

### Batterie
| Pos. | Atleta                 | Nazione          | Tempo Ufficiale | Tempo Ufficioso |
| ---- | ---------------------- | ---------------- | --------------- | --------------- |
| 1    | Sándor Rozsnyói        | Ungheria         | 8'46"6          | 8'46"89         |
| 2    | John Disley            | Gran Bretagna    | 8'46"6          | 8'46"93         |
| 3    | Ernst Larsen           | Norvegia         | 8'46"8          | 8'46"96         |
| 4    | Charles Nicholas Jones | Stati Uniti      | 8'47"4          | 8'47"57         |
| 5    | Zdzisław Krzyszkowiak  | Polonia          | 8'48"0          | 8'48"29         |
| 6    | Horace Ashenfelter     | Stati Uniti      | 8'51"0          | 8'51"12         |
| 7    | Vasilij Vlasenko       | Unione Sovietica | 8'55"0          | 8'54"99         |
| 8    | Georgios Papavasileiou | Grecia           | 8'55"6          | 8'55"93         |
| 9    | Evgenij Kadjajkin      | Unione Sovietica | 9'09"6          |                 |
| 10   | Graham Thomas          | Australia        | 9'09"8          |                 |
| 11   | Olavi Rinteenpää       | Finlandia        | 9'10"0          |                 |
| Rit. | Frans Herman           | Belgio           |                 |                 |

| Pos. | Atleta                   | Nazione          | Tempo Ufficiale | Tempo Ufficioso |
| ---- | ------------------------ | ---------------- | --------------- | --------------- |
| 1    | Eric Shirley             | Gran Bretagna    | 8'52"6          | 8'52"72         |
| 2    | Semën Ržiščin            | Unione Sovietica | 8'53"0          | 8'53"18         |
| 3    | Heinz Laufer             | Germania         | 8'53"0          | 8'53"23         |
| 4    | Chris Brasher            | Gran Bretagna    | 8'53"8          | 8'54"19         |
| 5    | Neil Robbins             | Australia        | 8'55"4          | 8'55"62         |
| 6    | Gunnar Karlsson-Tjörnebo | Svezia           | 9'02"0          | 9'02"13         |
| 7    | Ilkka Auer               | Finlandia        | 9'04"0          | 9'04"57         |
| 8    | László Jeszenszky        | Ungheria         | 9'04"2          | 9'04"99         |
| 9    | Philip Coleman           | Stati Uniti      | 9'10"0          |                 |
| 10   | Ron Blackney             | Australia        | 9'16"0          |                 |
| Rit. | Eduardo Fontecilla       | Cile             |                 |                 |

### Finale
| Pos.    | Atleta                 | Età | Nazione          | Tempo Ufficiale | Tempo Ufficioso |
| ------- | ---------------------- | --- | ---------------- | --------------- | --------------- |
| Oro     | Chris Brasher          | 28  | Gran Bretagna    | 8'41"2          | 8'41"35         |
| Argento | Sándor Rozsnyói        | 25  | Ungheria         | 8'43"6          | 8'43"68         |
| Bronzo  | Ernst Larsen           | 30  | Norvegia         | 8'44"0          | 8'44"05         |
| 4       | Heinz Laufer           | 31  | Germania         | 8'44"4          | 8'44"53         |
| 5       | Semën Ržiščin          | 23  | Unione Sovietica | 8'44"6          | 8'44"58         |
| 6       | John Disley            | 28  | Gran Bretagna    | 8'44"6          | 8'44"79         |
| 7       | Neil Robbins           | 27  | Australia        | 8'50"0          | 8'50"36         |
| 8       | Eric Shirley           | 27  | Gran Bretagna    | 8'57"0          |                 |
| 9       | Charles Nicholas Jones | 22  | Stati Uniti      | 9'13"0          |                 |
| NP      | Zdzisław Krzyszkowiak  | 27  | Polonia          |                 |                 |

I giudici di gara dapprima squalificano Brasher perché avrebbe ostacolato il norvegese Larsen. La Gran Bretagna presenta appello. Dopo un ulteriore esame, Brasher viene reintegrato al primo posto.